# Ermenegildo Carlo Donadini
Ermenegildo Carlo Donadini (* 8. Oktober 1876 in Wien; † 5. November 1955 in Dresden; vollständiger Name: Ermenegildo Carlo Giovanni Donadini) war ein österreichisch-deutscher Maler und Restaurator. Eines seiner berühmten Werke, das Gemälde „Eliasfriedhof in Dresden“, ist im Besitz der Staatliche Kunstsammlungen Dresden / Galerie Neue Meister. Signiert ist das Bild mit „Donadini jr. Dresden“- Donadini Junior Dresden. Carlo Donadini signierte seine Werke auch mit „Donadini Radebeul“ (Ölgemälde „Ruine im Wasser“, „Dresdner Vedute“), „Donadini. jr.“ (Ölgemälde „Kühe“), „Donadini jr. Dresden-Radebeul“ (Gemälde „Fischerboote vor Venedig“) , „Donadini“ (Gemälde „Sala de Ventas“).

## Leben

### Jugend

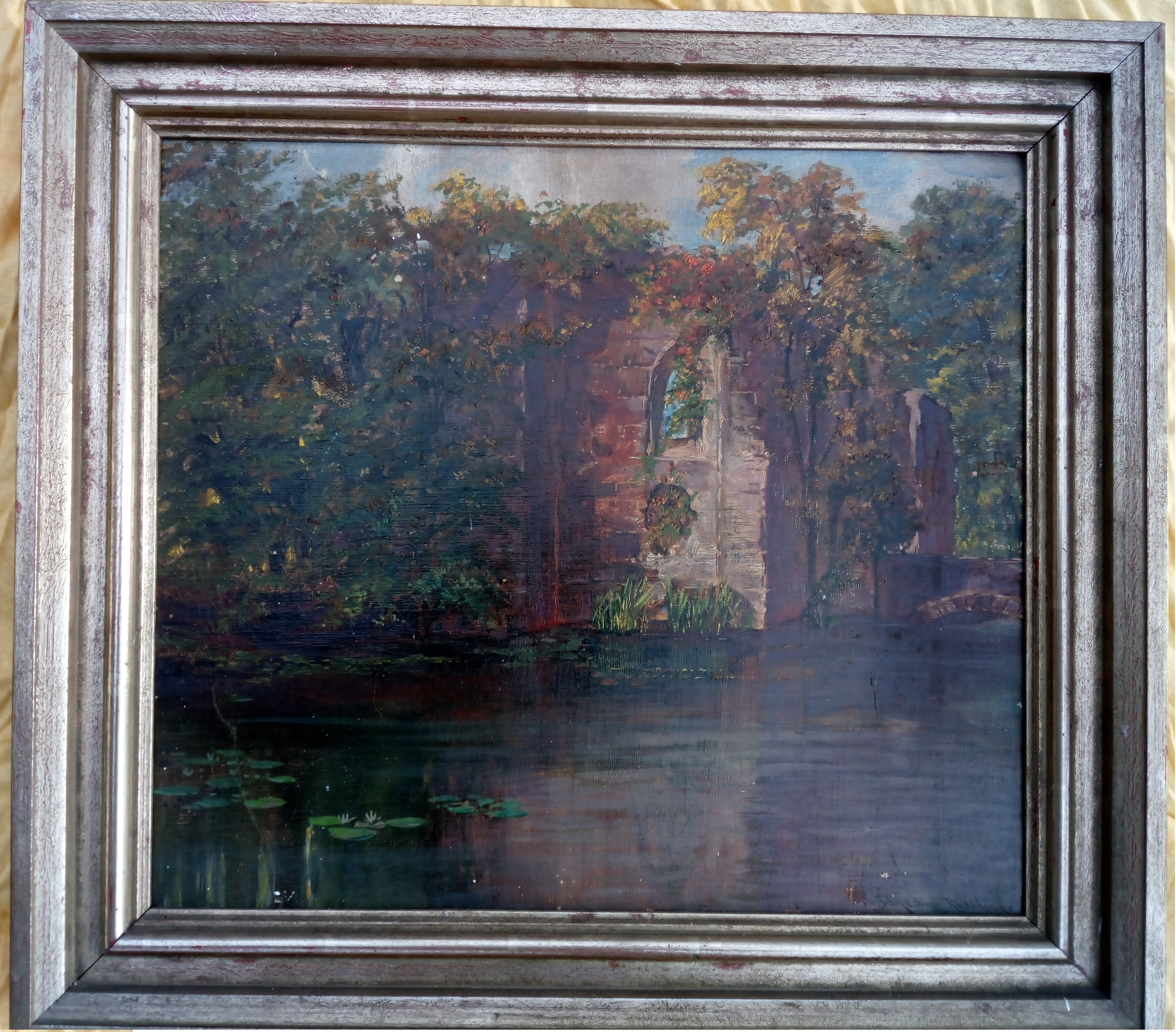
Vorderansicht „Ruine im Wasser“ signiert mit „Donadini Radebeul“

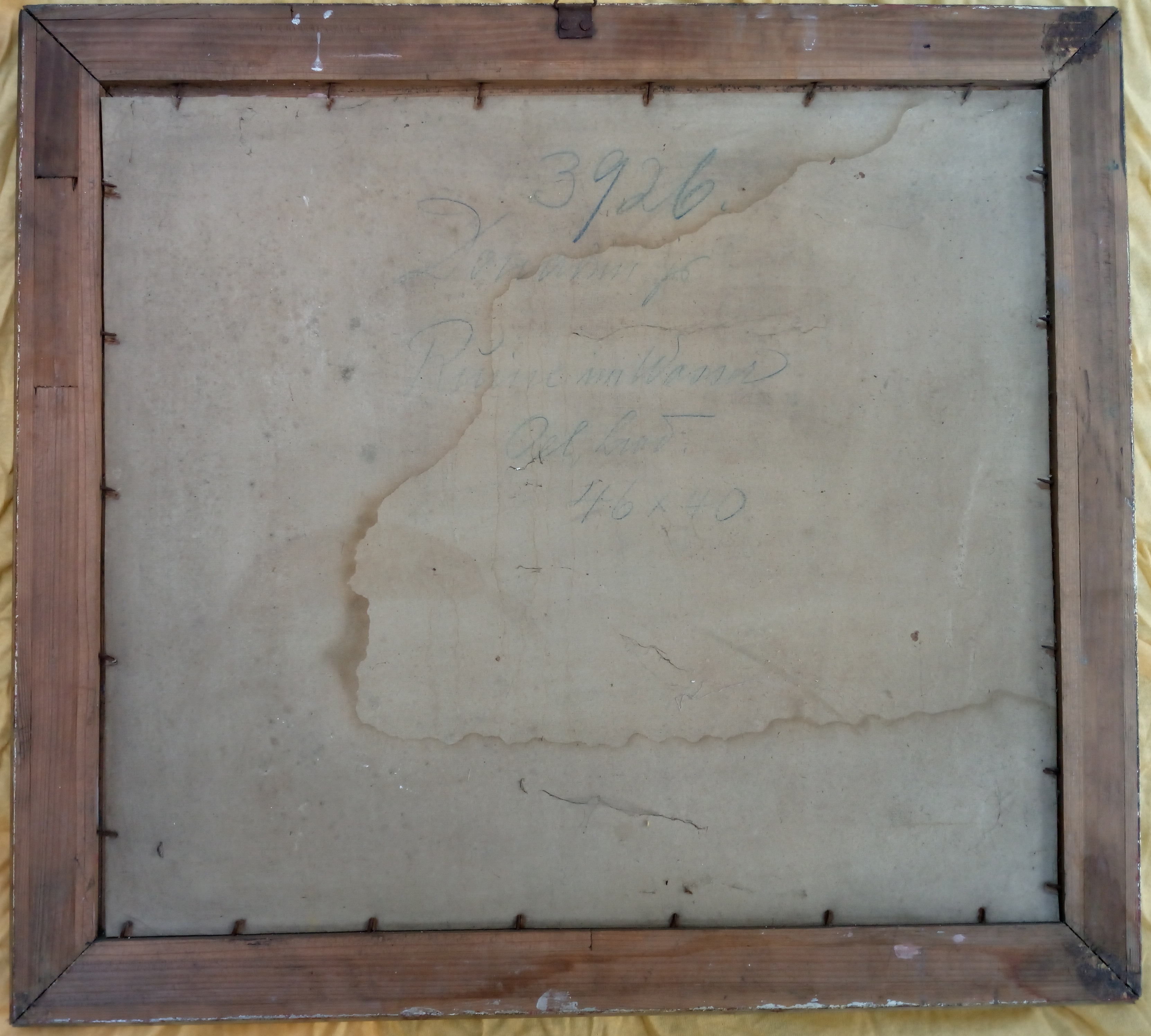
Ansicht von hinten „Ruine im Wasser“ beschrieben mit „Donadini jr. - JUNIOR“

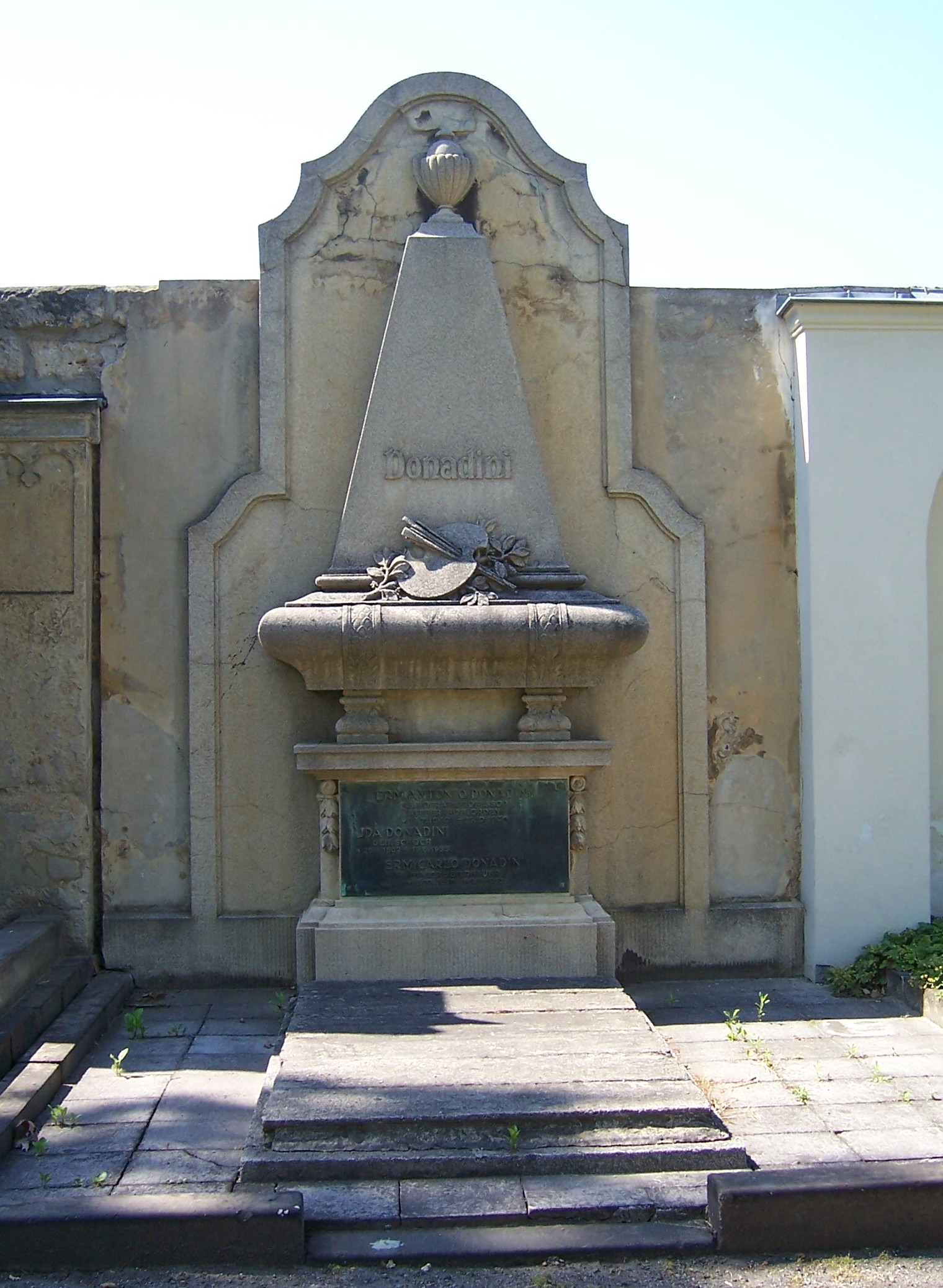
Donadinis Grab auf dem Alten Katholischen Friedhof in Dresden

Der Sohn des Kunstschaffenden Ermenegildo Antonio Donadini und Frau Ida Donadini (geborene Schoch) besuchte 1888 das Gymnasium in Dresden, von 1892 bis 1893 war er in der Vorschule der dortigen Königlichen Kunstgewerbeschule und von 1893 bis 1895 besuchte er die Königlich Sächsische Kunstgewerbeschule selbst. Nach einer Unterbrechung durch seinen Dienst als Einjährig-Freiwilliger bei der Feldartillerie in Dresden besuchte er 1898 und 1899 die Akademie der Bildenden Künste Dresden. Er war Meisterschüler bei dem Porträtmaler Leon Pohle.

### Künstlerisches Wirken
Donadini half seinem Vater bei dessen Restaurierungsarbeiten, bis dieser sich 1913 nach seiner Pensionierung in seinem Weinberghaus mit Atelier im Rietzschkegrund von Zitzschewig, einem heutigen Stadtteil von Radebeul, zur Ruhe setzte. Der Vater duldete fortan familiären Besuch nur noch durch seinen Sohn Carlo, da er mit Frau und Töchtern zerstritten war. Dessen Haus wurde museumsartiger Aufbewahrungsort für seine immer größer werdenden Sammlungen, zu deren Themen auch die Verehrung für Napoleon gehörte.
Von 1914 bis 1918 leistete Donadini Kriegsdienst, durch den er 1916 verwundet wurde. 1919 gründete er den Bund kriegsbeschädigter bildender Künstler, dessen ehrenamtlicher Vorsitzender er war. Um 1920 entstanden zahlreiche Karikaturen/Tierdarstellungen/Burgenbilder, meist auf Postkarten/Ansichtskarte/Scherzkarten/Künstlerkarten veröffentlicht.
In den 1920er Jahren unternahm Donadini jährlich ausgedehnte Studienreisen nach Bad Aibling, Garmisch-Partenkirchen, Berchtesgaden, Oberbayern, Tirol und Italien, wo er sich der Landschafts- und Architekturmalerei widmete. Zu jener Zeit wohnte er in Dresden auf der Ostra-Allee.
1927/28 restaurierte er die gotischen Altäre der katholischen Kapelle in Kötzschenbroda-Niederlößnitz, gleichzeitig übernahm er dort die barockisierende Ausmalung.
Von 1928 bis 1934 unternahm er im Auftrag des Deutsch-Italienischen Instituts für Meeresbiologie in Rovigno d’Istria sowie der Kaiser-Wilhelm-Gesellschaft Berlin eine Forschungsreise auf dem Mittelmeer zur Bestimmung der Zugstraßen von Thunfischen.
Donadini war langjähriger Konservator und Verwalter der Gemäldesammlung der Wettiner auf Schloss Moritzburg. Er malte zahlreiche Porträts von Fürsten sowie auch solche des sächsischen Königs, die als Geschenke an Regimenter vergeben wurden. Weiterhin gibt es von ihm diverse Kirchenansichten insbesondere aus Breslau und Glogau sowie Tierbilder, Jagdszenen, Pferde- und Sportmotive, Stillleben und Schlachtenbilder. Ab 1940 entstanden zahlreiche Dresdner Stadtansichten.
Zum 1. November 1932 trat Donadini der NSDAP bei (Mitgliedsnummer 1.377.690). Er war Pressewart der Gaufachgruppe Bildende Künste. Ein Antrag auf Ausschluss aus der NSDAP wurde im Jahr 1942 abgelehnt.

### Lebensabend und Tod
Nach Ende des Zweiten Weltkrieges 1945 lebte Donadini von einer kleinen Rente, die er durch den Verkauf seiner vom Vater geerbten Kunstschätze aufbesserte. Er wurde wie dieser auf dem Alten Katholischen Friedhof in Dresden-Friedrichstadt beerdigt.

## Auszeichnungen
- bronzenen Preismedaille des Sächsischen Ministeriums des Inneren (1898)
- Goldene Medaille für Kunst und Wissenschaft
- mehrere militärische Auszeichnungen im Weltkrieg

## Œuvre
- Gemälde „Porträt des Vaters“[8]
- Foto vom Vater[9]
- Eliasfriedhof in Dresden (Öl auf Leinwand)[10]
- Ruine im Wasser
- Fischmassiv gegen Waxensteine & Zugspitze, 1925; Schmölz bei Garmisch
- Loisach gegen Zugspitzemasiv[11]
- Apfelblütenzweig (um 1910)[12]
- Narzissen in Japanvase, Dresden[13]
- Granatäpfel und Maiskolben[14]
- Fischerboote vor Venedig (1930)[15] – signiert mit „Donadini jr. Dresden-Radebeul“
- Neapel[16]
- Porträt einer Löwin[17]
- Bisons (1926)[18]
- Wiesentbulle und Wiesentkuh an einem Wasserloch im Hochwald[19]
- Zwei Herrenportraits[20][21]
- Dresdner Vedute[22]
- Jäger fällt bei der Entenjagd aus dem Boot
- Jockeys liefern sich ein Duell bis ins Ziel[23]
- Kleiner Gänsehirte[24]
- Reiter mit Säbel auf seinem Pferd[25]
- Schwertlilien[26]
- Blick vom Japanischen Palais[27]
- Stehendes Pferd mit Decke und Sattel[28]
- Carrozze in villa (1895)[29]
- Maler an der Staffelei im Dresdner Zwinger[30]
- Sächsische Bauern beim Pflügen über der Dorfebene[31]
- Kühe vor einem Bauernhaus (1910)[32]
- Lipizzaner-Hengst[33]
- Pfingstrosen[34]
- Kopf eines braunen Pferdes[35]